# Dylan Neal
Dylan Jeremy Neal (Richmond Hill, 8 oktober 1969) is een Canadees acteur. Hij speelde onder meer van 1998 tot en met 2003 in Dawson's Creek en van 2007 tot en met 2008 in Blood Ties. Ook speelde hij in series als Hyperion Bay, Sabrina, the Teenage Witch en The Bold and the Beautiful. Eveneens heeft hij een kleine bijrol in Fifty Shades of Grey, als stiefvader van hoofdrolspeelster Anastasia Steele.
Hij is geboren in Richmond Hill en ging naar het Appleby College in Oakville, waar zijn moeder lerares was.